# 신계사
신계사(神溪寺)는 강원도 고성군에 있는 절이다. 유점사의 말사로 신라 23대 법흥왕 519년에 보운이 창건했다. 신라 28대 진덕 여왕 653년에 김유신이 중수하였고, 그 후 여러 차례 파손된 것을 손질했다. 남북 문화 프로젝트로서 2004년 재건되었다.

## 같이 보기
- 조선민주주의인민공화국의 국보